# Sociedad Teosófica

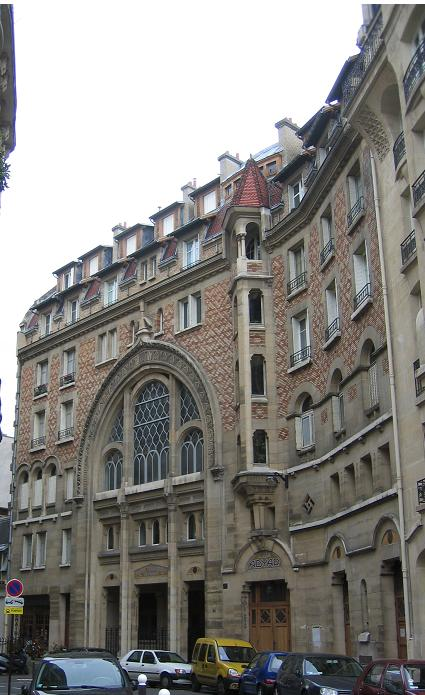
Sociedad Teosófica, Paris.

La Sociedad Teosófica es una organización o fraternidad internacional fundada en 1875 y relacionada con la teosofía. Según la cofundadora y figura de referencia del movimiento, Helena Blavatsky, se trataría de «una sociedad para la búsqueda de la sabiduría divina, sabiduría oculta o espiritual».

## Historia

### Primeros años

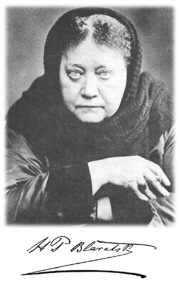
Helena Blavatsky

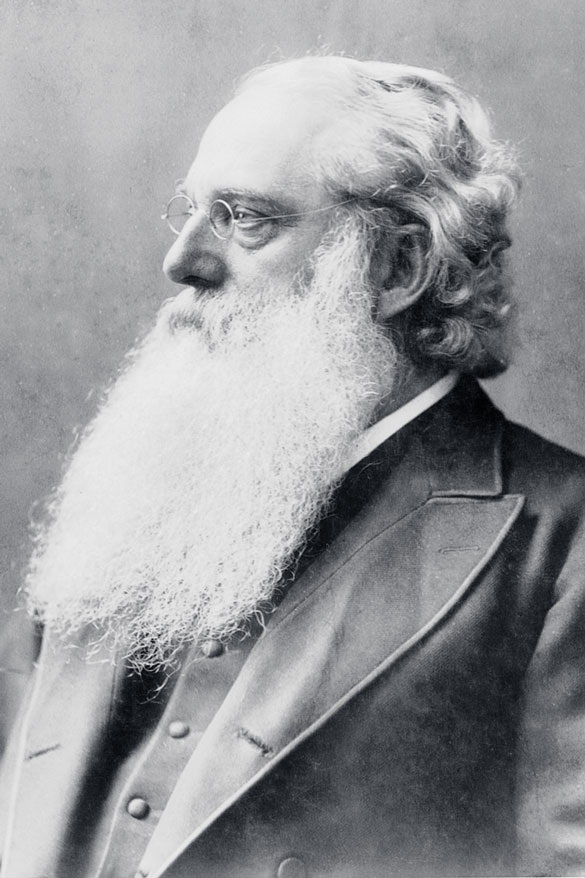
Henry Steel Olcott

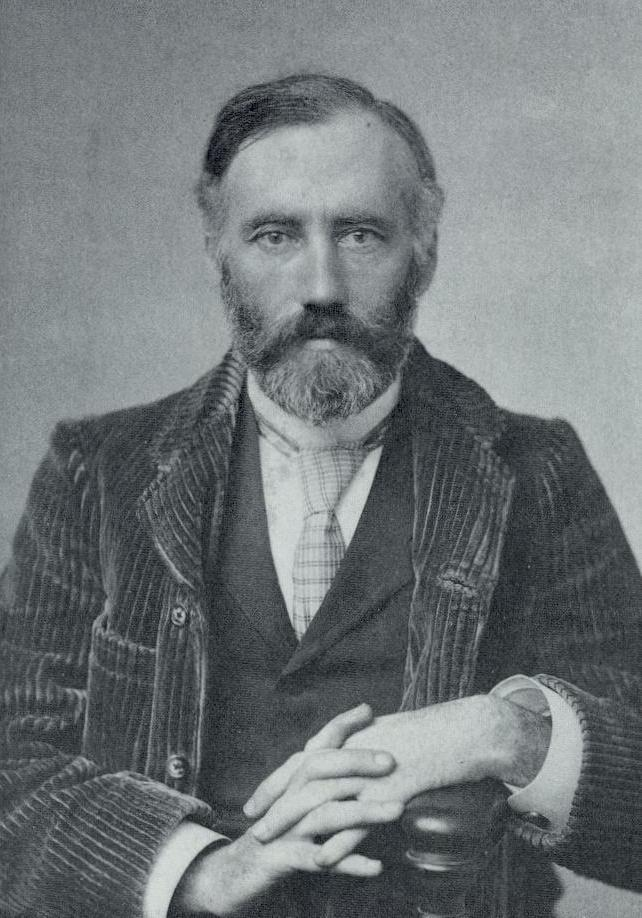
William Quan Judge

Helena Blavatsky, Henry Olcott y William Judge, entre otros, fundaron la Sociedad Teosófica en la ciudad de Nueva York el 17 de noviembre de 1875. Su objeto era el estudio y explicación de los fenómenos relacionados con los médiums y el espiritismo, junto al estudio metódico del ocultismo oriental y las religiones comparadas. Todo este programa estaría enmarcado en un objetivo fundamental, que sería el de fomentar la relación fraternal en toda la humanidad.
La enseñanza básica de esta organización consiste en que todas las religiones tienen una «verdad en común» que se encuentra en la esencia de cada una de ellas. Su fundadora, Helena Petrovna Blavatsky, construye una doctrina basada en las enseñanzas de sus "maestros", los cuales son seres evolucionados que tienen como meta la evolución de la humanidad. Los líderes de la Sociedad Teosófica creían que ellos se encontraban bajo la supervisión directa de estos "maestros", pertenecientes a la Logia Blanca. La Sociedad Teosófica tiene una ideología ecléctica y pretende unificar la ciencia, la filosofía y la religión en una doctrina denominada "secreta", pero a la vez al alcance de quienes estén dispuestos a desvelarla.
Después de que murieran Blavatsky y Olcott, la organización siguió bajo la dirección de Annie Besant y pudo prosperar luego de «graves acusaciones de charlatanería por parte de sus miembros fundadores».
Un miembro de la sociedad, Charles Webster Leadbeater, encontró en las playas de la India a un niño hindú llamado Jidhu Krishnamurti, a quien consideraba «próxima encarnación de un "instructor del mundo"». Annie Besant creó entonces la Orden de la Estrella de Oriente, con la finalidad de preparar meticulosamente al joven para su "misión mundial". Sin embargo, J. Krishnamurti abandonó la Sociedad Teosófica.

### Cismas
Después de la muerte de Blavatsky en 1891, Judge fue acusado por Olcott y Annie Besant de falsificar cartas de los mahatmas. En 1895 cesó su asociación con Olcott y Besant, llevándose la mayor parte de la sección estadounidense de la Sociedad con él.
A principios del siglo XX, el escritor y obispo anglicano Charles Leadbeater fue expulsado de la Sociedad acusado de actos reñidos con la moral. Al morir el presidente Olcott, Leadbeater fue readmitido en la Sociedad por intermediación de Annie Besant, lo que generó el alejamiento de varias ramas teosóficas.
Posteriormente surgieron del tronco de la Sociedad Teosófica diversas agrupaciones de carácter esotérico y religioso, donde entraron en escena célebres esoteristas como Rudolf Steiner y Alice Bailey, entre otros. Algunos de ellos se separaron de la Sociedad madre tras la proclamación del joven indio Jiddu Krishnamurti como vehículo del instructor del mundo, a través de la organización creada para difundir su mensaje: la Orden de la Estrella de Oriente. No obstante, Krishnamurti disolvió la Orden en 1929, ya que su mensaje se basaría en el rechazo de todo tipo de autoridad externa en el campo espiritual.
El grupo continuador del trabajo del presidente-fundador H.S. Olcott y de A. Besant mantiene su sede en la India (Adyar, Madrás), siendo conocido como «Sociedad Teosófica - Adyar», mientras que los seguidores de Judge han adoptado el nombre de Sociedad Teosófica, generalmente con el añadido clarificador de sede central en Pasadena, California. Una tercera asociación, la Logia Unida de Teósofos (ULT) de Robert Crosbie, se escindió en 1909 de la organización anterior.
Los últimos dos grupos se caracterizan por circunscribirse al estudio de la obra original de Helena Blavatsky y William Judge, en tanto que en la Sociedad de Adyar sus miembros han integrado también el legado de posteriores teósofos, tales como Annie Besant y Charles Leadbeater, entre otros.
En la Sociedad Teosófica han existido varias organizaciones especializadas, entre ellas la Orden del Templo de la Rosa Cruz fundada en 1912 para revivir los Misterios de la Tradición de Occidente; la Iglesia Católica Liberal, creada para reavivar los misterios cristianos; la Comasonería Teosófica y la Orden Teosófica de Servicio, entre otras.
Los objetivos declarados de la Sociedad fueron evolucionando durante los primeros años de su existencia hasta quedar redactados de la siguiente manera: 
1. Formar un núcleo de la fraternidad universal de la humanidad, sin distinciones de raza, credo, sexo, casta o color.
2. Fomentar el estudio comparativo de las religiones, filosofías y ciencias.
3. Investigar las leyes inexplicadas de la naturaleza y los poderes latentes en el hombre.

## Organización
La Sociedad Teosófica tiene en la actualidad su sede central en Adyar, al sur de la ciudad india de Chennai, antigua Madrás, en el estado de Tamil Nadu. Cada sección nacional de la Sociedad tendría una administración autónoma. Su figura legal es la de una «asociación civil sin fines de lucro». La Sociedad se sostiene económicamente con una cuota abonada por los socios (miembros), además de otras actividades como la venta de libros o la realización de algunos cursos de pago. Sus miembros se reúnen regularmente en grupos de estudios e investigación denominados "Ramas" o "Logias".

## Presidentes de la Sociedad Teosófica
- Henry Olcott (1875).
- Annie Besant (1907).
- George Arundale (1933).
- Curuppumullage Jinarajadasa (1945).
- Sri Ram (1953).
- John Coats (1973).
- Radha Burnier (1980).
- Tim Boyd (2014).